# Галатська башта
Галатська вежа (тур. Galata Kulesi, англ. Galata Tower) — середньовічна вежа в історичній частині турецького міста Стамбула, одна з яскравих історико-архітектурних пам'яток міста.
Розташована в європейській частині Стамбула на високому пагорбі району Галата. Її видно майже з усіх точок центральної частини міста.

## Опис
Висота вежі 61 метр, висота над рівнем моря — 140 метрів, внутрішній діаметр — 9 метрів, зовнішній — 16,45 метра, товщина стін — 3,75 метра. Башта є одним із символів міста.
У верхній частині башти розташовані ресторан, нічний клуб, в якому проводять фольклорне турецьке шоу, та оглядовий майданчик. У башті діють два ліфти, які піднімають відвідувачів нагору.

## Історія
Відомо, що ще в 10 столітті н. е. у цих околицях височіла вежа. Проте вежа, яка дійшла до нашого часу, побудована в 1348—1349 роках генуезцями. Вона була оборонним укріпленням і мала назву «Башта Ісуса». Мореплавці використовували її як причал, свого роду станцію торговельних взаємин із Візантією. Башту спорудили з метою захисту цієї зони близько 1341 р. У цій частині фортечних стін, де починався їхній вигин усередину, побудували башту Галата. Перед нею знаходяться руїни захисних стін та ровів, що дійшли до нашого часу.
Своє нинішнє ім'я башта отримала за часів Османської імперії. Після захоплення Султаном Фатіхом Мехмедом вежі у генуезців, султан зменшив розміри вежі на 6,8 метра. У період правління султана Мурада III (1574—1595) башту використовували як обсерваторію. Згодом її закрили і перетворили на в'язницю.
1638 року за султана Мурада IV винахідник Хезарфен Ахмет-челебі зробив крила і перелетів з вежі Галата в Ускюдар, розташований на іншому березі Босфору. Ближче до XVII ст. у вежі була розміщена бригада пожежників (мехтерів), а після 1717 року башта Галата несе службу як спостережний пункт на випадок пожежі. Але за іронічного збігу обставин башта згоріла під час пожежі, що спалахнула 1794 року.
Вежу Галата відновили під час правління султана Селіма III. На верхньому поверсі прибудували джумбу (виступ із поручнями). 1831 року на вежі сталася друга пожежа. Цього разу над вежею, відремонтованої за наказом султана Махмуда II, звели ще два рівня і відомий конусний дах, а також встановили стелу з написом про відновлення вежі, що належить перу Перті Паші. 1875 року під час сильного шторму було знесено конусний дах, який знову відновили 1960 року.
Всередині башти збудували сходовий проліт, який простирається аж до оглядового майданчика. У 1964—1967 роках башту реставрували та добудували дах конічної форми.
За останні роки сходи відреставрували і прибудували до них ліфт.

## Галерея

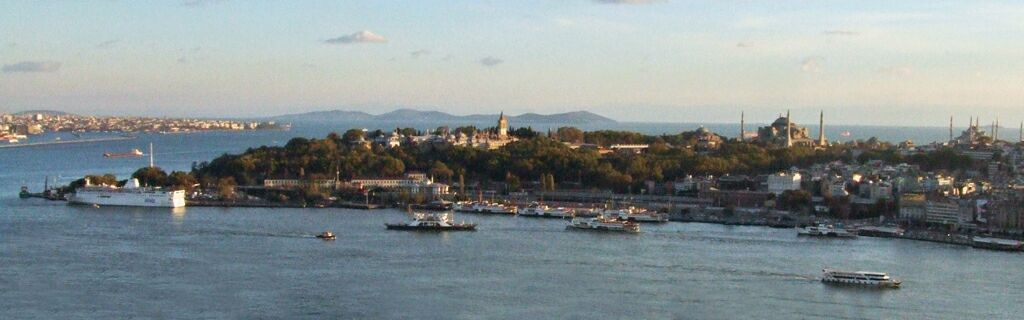
Краєвид із вежі
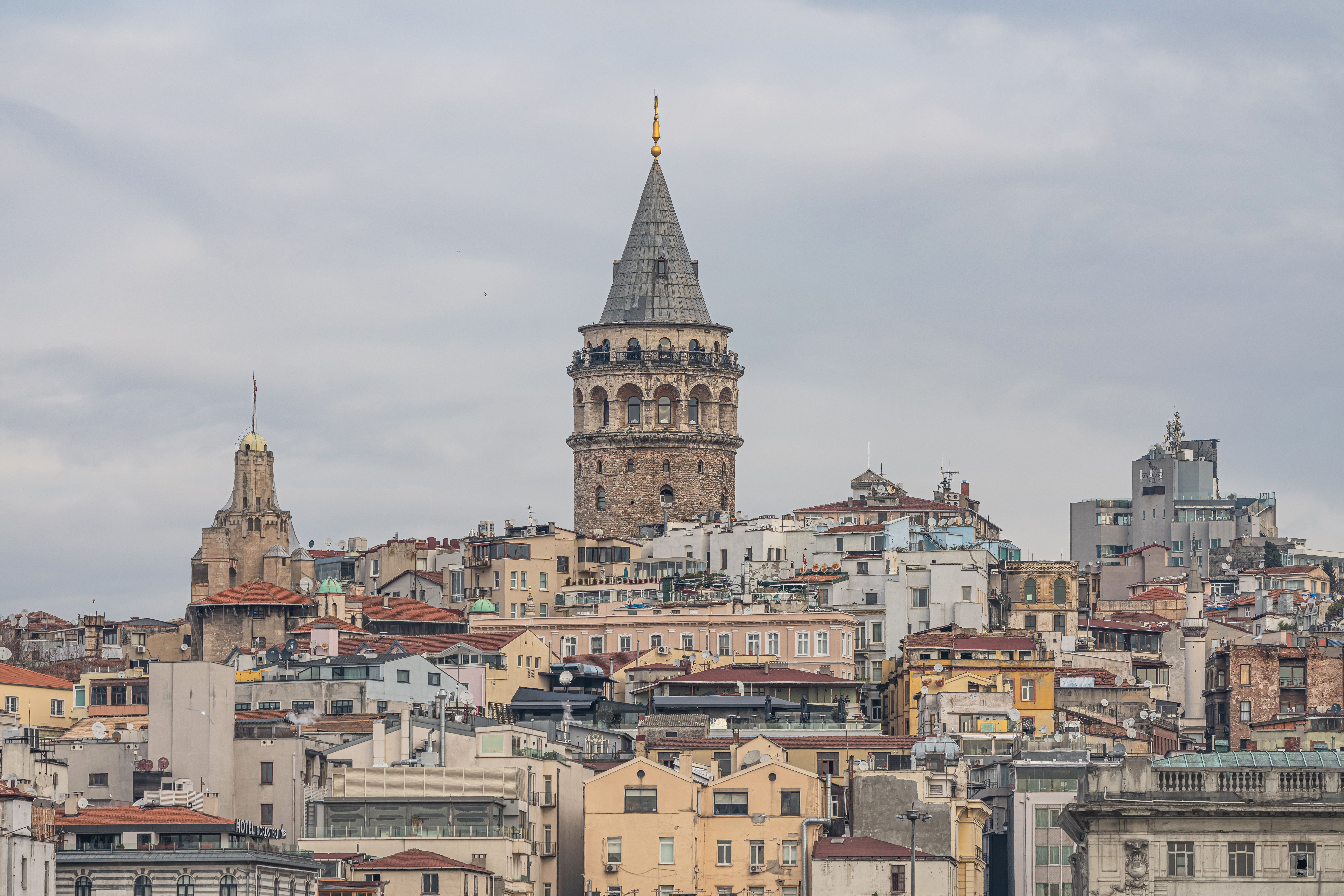
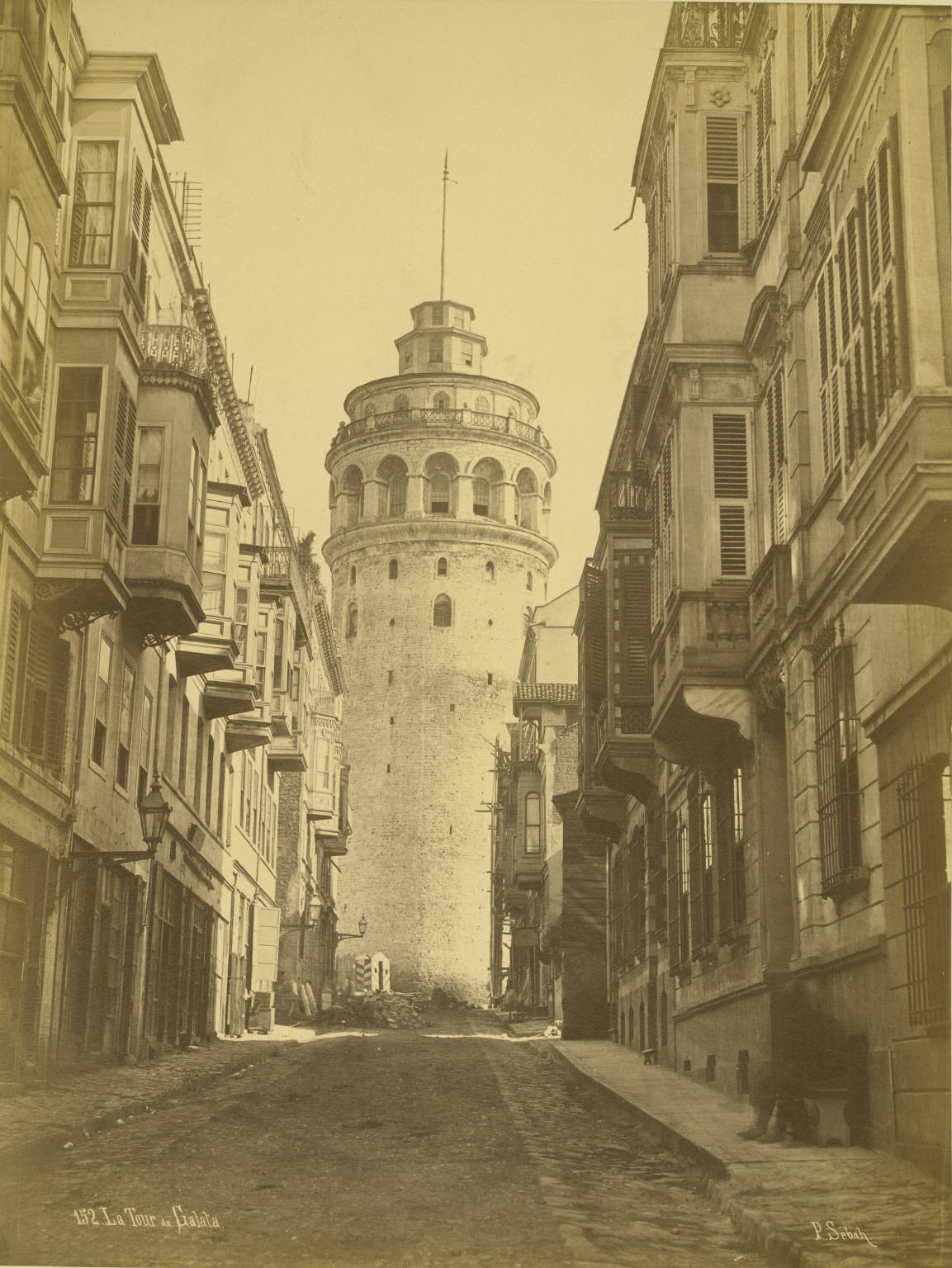
Фото XIX століття. Вежа з куполом, побудованим після бурі 1875 року.